# 風上と風下

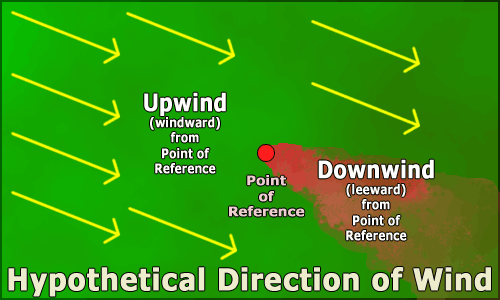
観察者（Point of Reference）に対して風上（Windoward）と風下（Leeward）がある。

風上と風下（かざかみとかざしも）とは、観察者に対して吹く風が来る方向を風上（英語: windward）といい、その反対を風下（leeward）という。

## 風上と風下の影響
人間が風の中を歩く場合に、風が強い場合は風上・風下を意識して歩き、寒い風の下では半ば風に背を向けて歩くこともある。人間が行う野球やマラソンやウィンドサーフィンなどのスポーツでも、風向きが大きく影響する。
地上・海上・空中を動く交通手段に対して風の影響は大きく、向かう方向と風上・風下を計算しながら運転されている。

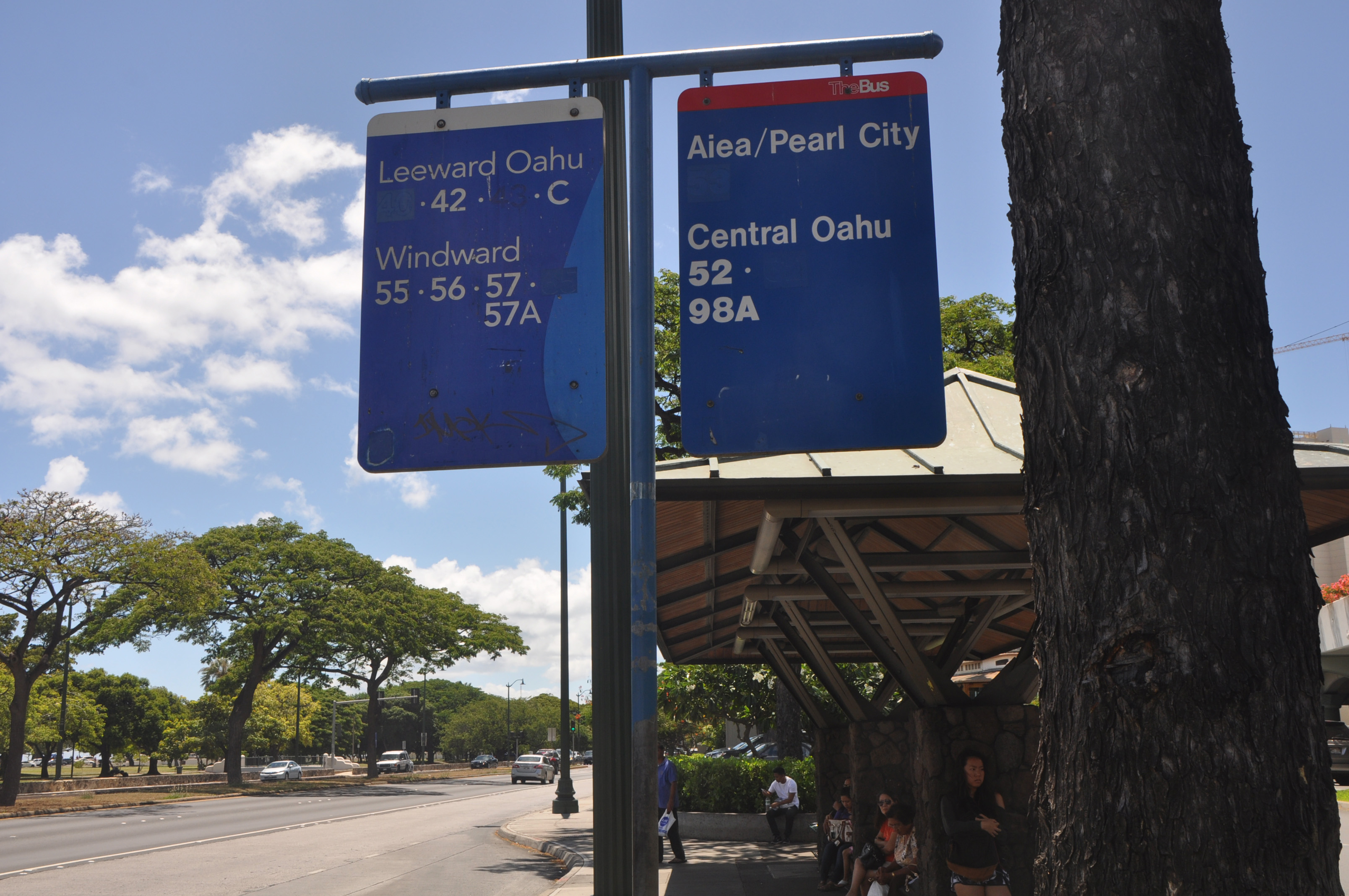
「風上と風下」（Windward and leeward）は、ハワイ諸島・オアフ島のバスの行き先表示（左側）での分類にも使われている（アラモアナセンター付近で）

現在でも、卓越風の影響下にある島の中で風上と風下で気候が大きく違うところがある。例えばハワイ諸島では常に北東から南西へ風が吹いているが、ハワイ島では風は中央の大きな山であるマウナ・ケア山やマウナ・ロア山に突き当たって風上（東側）に雨を多く降らすので、島の風上（東側）のヒロは多雨地帯で、西側のコナは乾燥地帯になっていて、過去に農業が盛んな時代はヒロ地域が発展して、現在の観光業が盛んな現代はコナ地域が発展するようになってきている。 

## 地名
古くは大航海時代に命名された地名には風上（ウィンドワード）、風下（リーワード）を冠した諸島名がある。
- 西インド諸島: ウィンドワード諸島とリーワード諸島
- ハワイ諸島: ウィンドワード諸島（狭義のハワイ諸島）とリーワード諸島（北西ハワイ諸島）
- カーボベルデ共和国: バルラヴェント諸島（風上諸島）とソタヴェント諸島（風下諸島）
- ソシエテ諸島（仏領ポリネシア）: ウィンドワード諸島とリーワード諸島